# Троицкое (Орловский район)
Троицкое — село в Орловской области России. 
Административный центр Троицкого сельсовета Орловского района. В рамках организации местного самоуправления входит в Орловский муниципальный округ. 

## География
Расположено на реке Легоща, в 22 км к северо-востоку от центра города Орла.

## Население
| 2002 | 2010 |
| ---- | ---- |
| 409  | ↘405 |

Согласно результатам переписи 2002 года, в национальной структуре населения русские составляли 85 % от жителей.

## История
С 2004 до 2021 гг. в рамках организации местного самоуправления село являлось административным центром Троицкого сельского поселения, упразднённого вместе с преобразованием муниципального района со всеми другими поселениями путём их объединения в Орловский муниципальный округ.